# イミン

イミンの一般構造式

イミン (imine) とは有機化合物の分類のひとつで、構造式が R'-C(=NR'')-R と表される、炭素-窒素二重結合を持つ化合物である。カルボニル化合物の酸素原子が =NR'' 基によって置き換えられたものにあたる。窒素上に孤立電子対を持つことから配位子、ルイス塩基としてはたらき、その際特に、窒素上が炭化水素基のイミンについてシッフ塩基 (Schiff base) と呼ばれることがある。
アルデヒドに由来するイミン (R' = H) は特にアルジミン (aldimine) と呼ばれる。対応して、ケトンに由来するイミン (R' ≠ H) はケチミン (ketimine) と呼ばれる。
ピリジンなど芳香族性の複素環式化合物は構造式上にイミン構造を含むが、狭義ではイミンに含めない。
エチレンイミン（アジリジン）、ポリエチレンイミンなどは、合成上イミノ基が導入されたと見なせるために「—イミン」という慣用名で呼ばれる。この2例はアミンに分類される飽和化合物である。

## 物性、反応性
カルボニル化合物とは異なり、イミンにはシス-トランスの立体異性体が存在する。窒素上の置換基が水素である場合はその異性化は速く分離が困難であるが、置換基の種類によっては安定な異性体を単離できる場合もある。
シッフ塩基として、金属イオンやルイス酸に窒素の孤立電子対を与え、錯体を形成する。プロトンか有機カチオンがイミン窒素上に結合したイオン R''-C(=N+RR')-R'''は、イミニウムカチオン (iminium cation) と呼ばれる。
ただし、イミンの窒素はsp2混成であり、sp3窒素より電気陰性度が高く、塩基性が弱い。
なので、プロトン化イミンやイミニウムカチオンはアミンにそれぞれプロトン、アルキル基をわたし、イミンを生成する。
プロトン化イミン　pka＝5〜7
プロトン化アミン　pka＝9〜10
一般的には電子不足となっている炭素で求核付加反応を受ける。一方、ごく稀に窒素原子を反応中心とした求核付加反応も進行し、これはイミンの極性を逆転させなければ起こり得ない高度な反応であり極性転換反応あるいは極性変換と呼ばれている。
イミノ炭素上に求電子的な置換基を有するイミンは容易に加水分解を受け、対応するカルボニル化合物（ケトンまたはアルデヒド）とアミンに戻る。この加水分解は酸触媒で加速されるが、立体障害の小さいイミンやアルジミンは中性条件下でも容易に分解されてしまう。
α炭素に水素を有するイミンは、エナミンとの間に互変異性（イミン-エナミン互変異性）を持つ。そのため、アルドール縮合などの反応が可能である。
イミンを水素化アルミニウムリチウム (LAH) などで還元、あるいは水素化するとアミンが得られる。

## 命名
1. アミンまたはアザンが、2価の置換基（メチレンなど）で置換されたと見なして命名する手法
2. 母骨格に「—イミン」の接尾辞を付加する手法

がある。
(例) CH2=NH : メチレンアミン、メチレンアザン、またはメタンイミン

## 合成法
通常、イミンは対応するカルボニル化合物と第一級アミンを酸触媒存在下、脱水縮合して生成する。
R'-C(=O)-R''  +  RNH2  →  R'-C(=NR)-R''
しかし、加水分解が速いイミンの単離は困難なことが多い。そのため、マンニッヒ反応や還元的アミノ化などイミンを反応中間体とする合成法では、イミンを系中で発生させて用いる。
カルボニル化合物にトリフェニルホスフィンイミド ((C6H5)3P=NR) を作用させるとイミンが得られる。この反応はアザ-ウィッティヒ反応 (aza-Wittig reaction) と呼ばれる。ホスフィンイミドは、ホスフィンと有機アジ化物から調製できる（シュタウディンガー反応、Staudinger reaction）。
(C6H5)3P  +  R-N3  →  (C6H5)3P=NR  +  N2
R'-C(=O)-R''  +  (C6H5)3P=NR  →  R'-C(=NR)-R''  +  (C6H5)3P=O

## イミノ基
- =NR, -NR- の形の2価の置換基は、イミノ基 (imino group) と呼ばれる。